# Geser-Gorom jezici
Geser-Gorom jezici (privatni kod: gego), podskupina od tri centralnomolučka jezika s Moluka u indoneziji. Zajedno s jezikom banda [bnd] čini širu skupinu banda-geserskih jezika. Predstavnici su:
- Bati ili gah [bvt], 3.500 (Loski 1989).
- Geser-Gorom [ges], 36.500 (1989 SIL).
- Watubela naziva se i Esiriun, Kasiui, Kasui, Kesui, Matabello, Snabi Watubela, Wesi [wah], 4.000 (1990 SIL).

## Vanjske poveznice
- Ethnologue (14th)
- Ethnologue (15th)